# Bergrade
Bergrade ist ein Ortsteil der Gemeinde Duvensee im Kreis Herzogtum Lauenburg in Schleswig-Holstein.

## Geschichte
Die erste schriftliche Erwähnung des Dorfes Bergrade stammt von 1230 aus dem Ratzeburger Zehntregister, einem der ältesten Bauernurkunden Deutschlands. Die Namensvarianten sind 1230 Bercroth, 1394 Bakrod, 1406 Berkrode, 1424 Berkrod und 1855 Bergrade. Der Name Bergrade deutet darauf hin, dass es sich hier um eine deutsche Siedlung handelt, für die im 12. Jahrhundert von den Siedlern Birken gerodet wurden, denn Berke bedeutet übersetzt Birke und Rode (Rade) Rodung. Um 1240 gehört Bergrade den Herren von Ritzerau, die es 1394 an den Lübecker Bürger Vromoldt Warendorp verkaufen. Die im Lübschen Besitz befindlichen Dörfer stellten nicht nur eine Kapitalanlage dar, sondern sollten auch die alten Frachtwege der Salzstraßen schützen. 
1418 geht Bergrade in den Besitz des Klosters Marienwohlde über. Es gehört aber amtsmäßig weithin zu Ratzeburg. Das Register vom Türkenschatz von 1545 schreibt, dass die Bergrader Bauern 620 Mark für den Kampf gegen die Türken bezahlen müssen. Um 1700 besteht das Dorf aus drei Vollhufen und sieben Kätnern. Über den Zustand wird gesagt: Der Boden in Bergrade ist kaltgründig und voller Wucherblumen. Sie können nur Roggen und am meisten Hafer säen. Die Wirte sind mittelmäßig. Es ist eine schlechte Weide, aber keine wüste Hufe. 
1772–1779 wird die Verkoppelung durchgeführt. Die Acker-, Wiesen- und Waldflächen werden neu aufgeteilt, zu größeren Feldern zusammengefasst und begradigt. Danach besteht das Dorf aus drei Vollhufen, vier Viertelhufen, zwei Anbauern, einem Hirtenkaten, einer Schmiede und einem Wirtshaus. Die erste Stromversorgung kommt 1913 ins Dorf. 1938 wird Bergrade in die Gemeinde Duvensee eingegliedert.

## Freizeit
Im ehemaligen Altenteilerkaten aus dem Jahre 1827 befindet sich seit 2005 das Café uppen Barg. Im Jahre 2006 ging dann die dazugehörige Swingolf-Anlage in Betrieb. SwinGolf Bergrade war die erste Anlage dieser Art in Schleswig-Holstein. 